# Товстянка звичайна
Товстя́нка звича́йна (Pinguicula vulgaris) — багаторічна рослина родини пухирникових, один з небагатьох комахоїдних представників флори України. Вид занесений до Червоної книги України у статусі «Вразливий». Лікарська та декоративна рослина.

## Опис
Трав'яниста рослина заввишки 5-25 см, гемікриптофіт. Кореневище вкорочене, корінці численні, білі, тонкі, завдовжки лише 1-3 см. Листки розташовані у прикореневій розетці завширшки до 16 см. Вони майже сидячі, відносно товсті, довгасто-еліптичні, блідо-зелені або зеленкувато-жовті, цілокраї, завдовжки 2-5 см, завширшки 0,6-2 см. Поверхня листків вкрита залозками, що виділяють клейку речовину, їх кількість може сягати 40 000.
Квітконос безлистий, коротко запушений, несе поодиноку, пониклу зигоморфну квітку. Чашечка вкрита рідкими дрібними, залозистими волосками, її частки видовжено-еліптичні. Віночок завдовжки 10-20 мм, синювато-фіолетовий з білими волосками у центрі. Шпорка шилоподібна, біла, удвічі коротша за пелюстки. Тичинок 2. Пилкові зерна 5-7-борозно-орові, майже кулясті або злегка сплющені, із сітчастою текстурою. Плід — еліптично-куляста коробочка. Насіння дуже дрібне, чорне або коричневе, з сітчастою поверхнею.
Число хромосом 2n = 64.

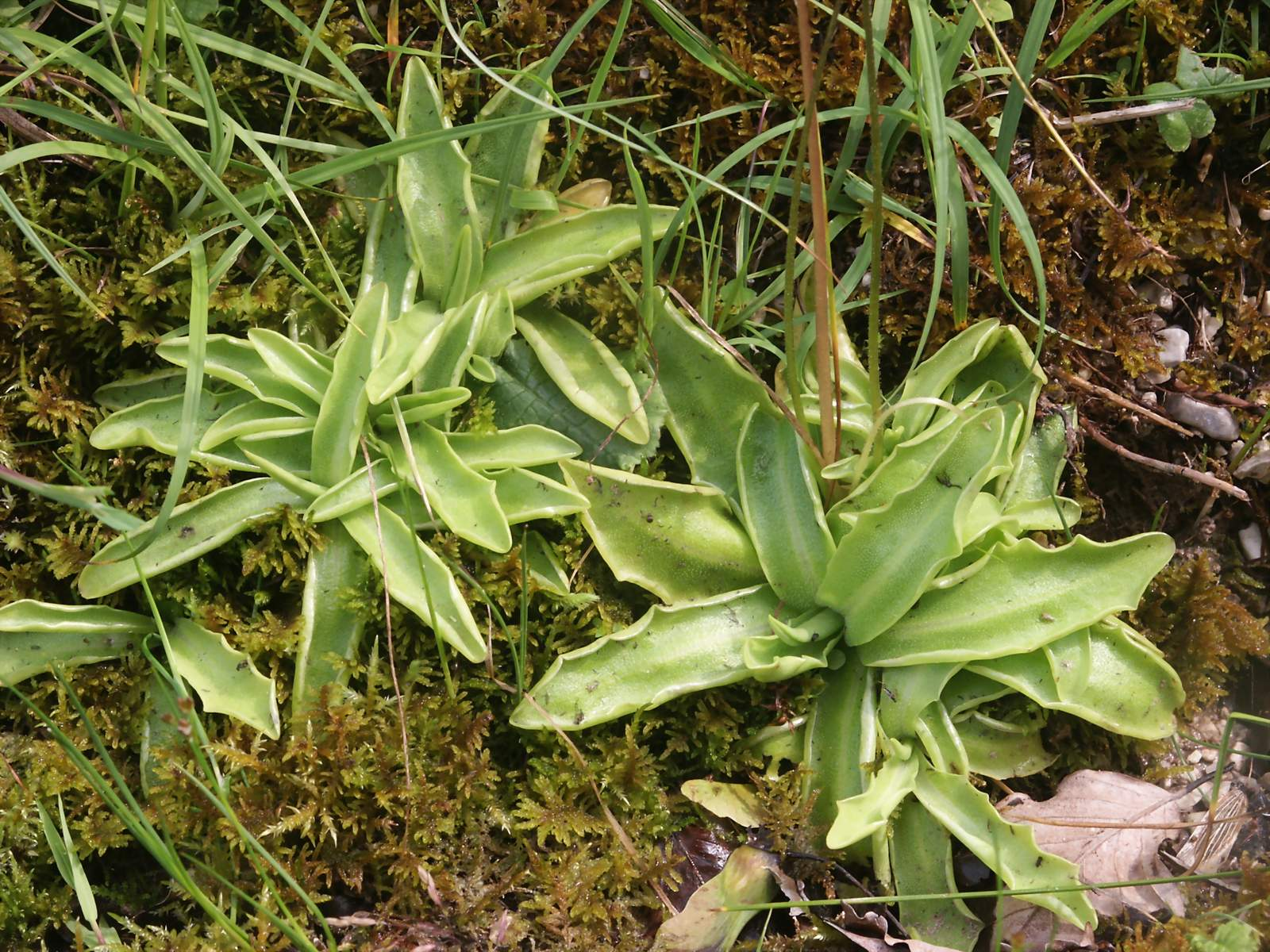
Листкові розетки
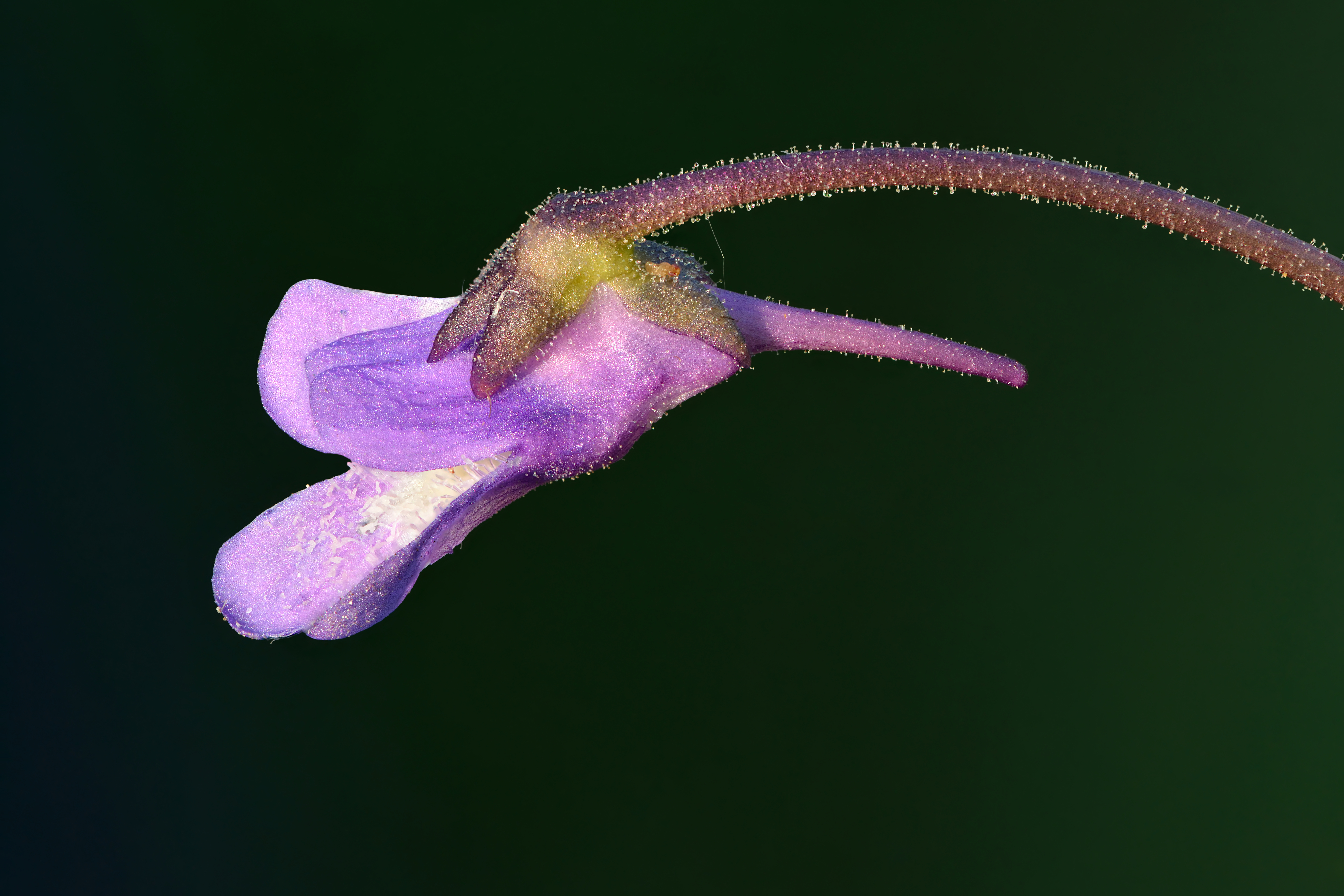
Вигляд квітки збоку
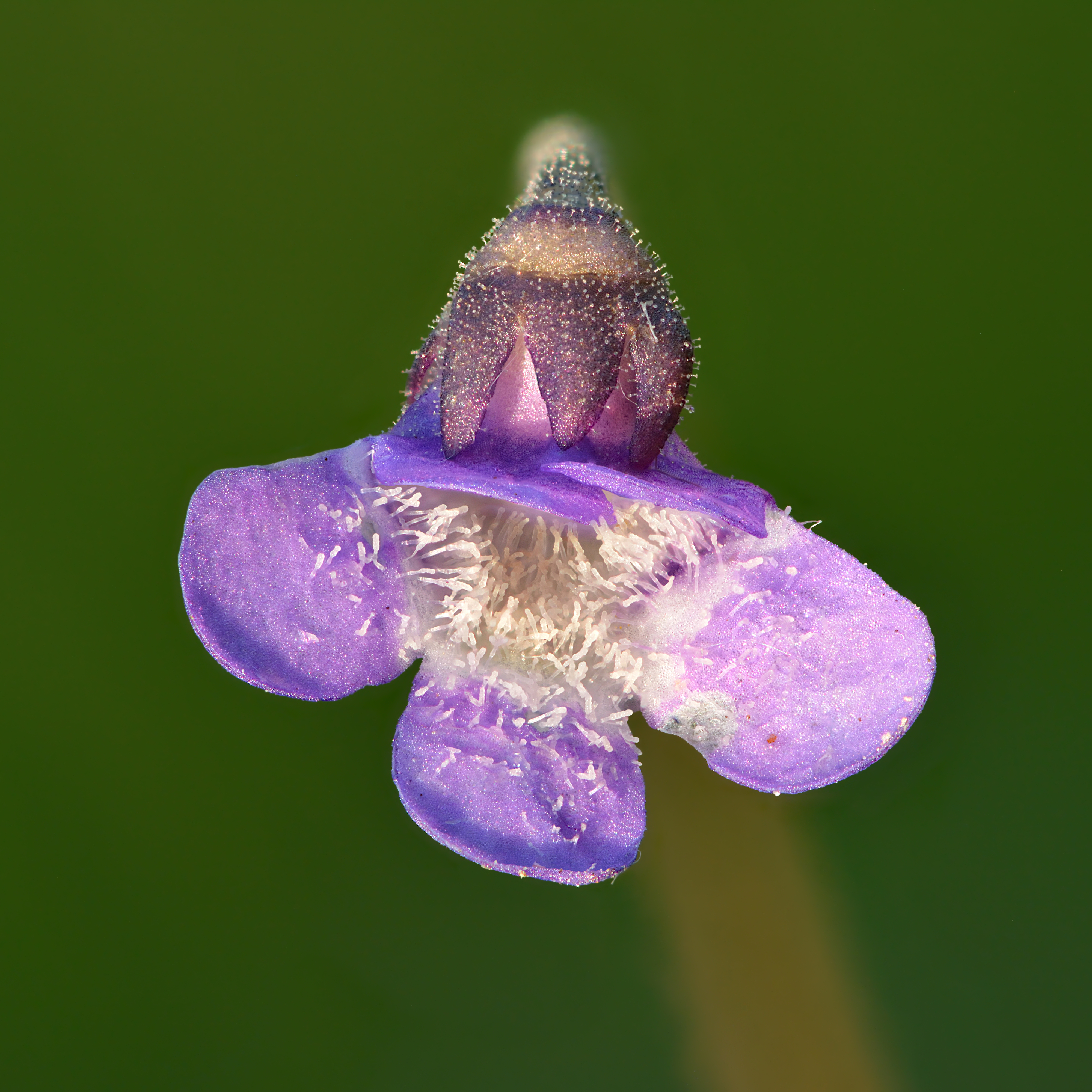
Вигляд квітки спереду
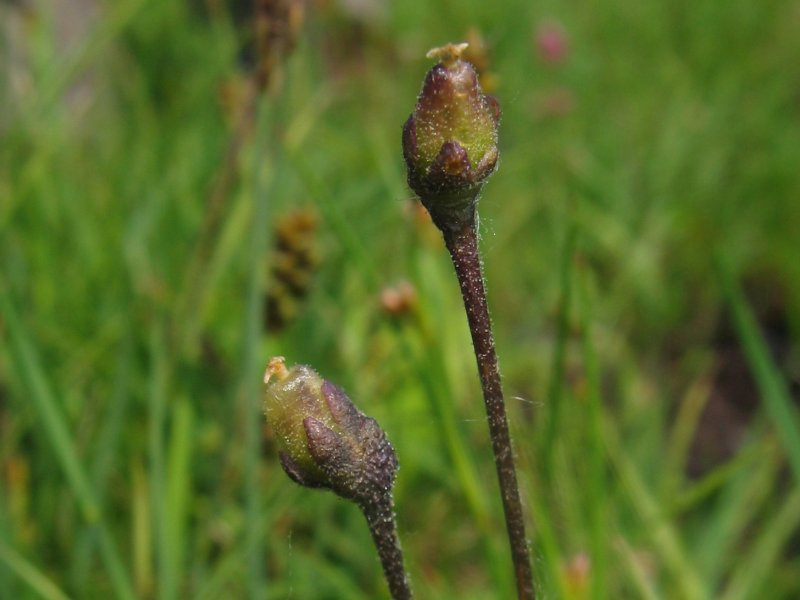
Плоди

## Екологія
Рослина світлолюбна, морозостійка, доволі вологолюбна. Зростає у відкритих ценозах: на луках, вологих схилах, низинних (переважно осоковогіпнових) болотах. Віддає перевагу ділянкам з кислим середовищем, товстим шаром торфу, що сформувався на карбонатній основі. Типовими співмешканцями товстянки звичайної є сфагнові мохи, молінія та росички.
Оскільки ґрунти, на яких зростає цей вид, бідні на поживні речовини, їх нестачу товстянка звичайна надолужує полюванням на комах. Клейкий секрет на поверхні листків містить цукор та ферменти. Цукор приваблює потенційних жертв, причому дрібніші з них (наприклад, мурахи і грибні комарі) прилипають до поверхні листків і перетравлюються за допомогою ферментів. Дещо більші комахи можуть звільнитися, тому рослина «утримує» їх, загинаючи до середини краї листка, втім, повністю, як у росичок, він скластися не може. Додатковим джерелом живлення слугує пилок інших рослин, який також прилипає до поверхні листків і перетравлюється.
Квітне у травні-серпні. Запилюється переважно за допомогою бджіл. Плодоносить у червні-вересні. Розмножується насінням, яке висипається з коробочок, що розгойдуються вітром, і надалі поширюється за його ж допомогою (анемохорія). Крім того, можливе вегетативне поновлення, яке відбувається двома способами: за допомогою зимуючих бруньок, які можуть розноситись тваринами, або за допомогою крихітних цибулинок (завширшки усього лише 3 мм), які утворюються у пазухах листків під час цвітіння чи після його завершення.

## Поширення
Як свідчить назва цієї рослини, вона досить широко розповсюджена. В Європі її ареал охоплює практично увесь субконтинент, за виключенням крайнього півдня. Також цей вид поширений у деяких регіонах Азії, зокрема його можна зустріти на Кавказі, у Туреччині, Сибіру, на Далекому Сході, Японських островах. Крім того, товстянка звичайна зростає у Канаді, на півночі США, на острові Ґренландія.
В Україні ця рослина трапляється переважно у Карпатах, на Поділлі, заході Полісся. Усі популяції нечисельні та невеликі за площею, переважна їх більшість складається з 10-15 особин, деякі осередки на Волинській височині вважаються втраченими.

## Значення і статус виду

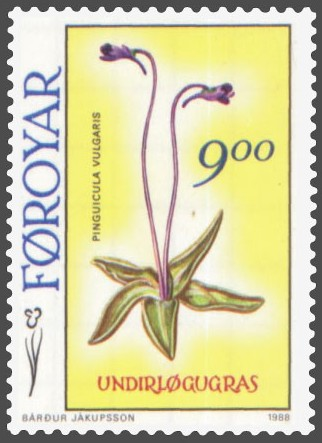
Поштова марка Фарерських островів із зображенням товстянки звичайної

Загальний стан виду вважається задовільним, оскільки він поширений на дуже великій території. Втім в деяких країнах Європи, як от в Німеччині, Швейцарії, товстянка звичайна визнана рідкісною, а в Польщі вона занесена до Червоної книги і знаходиться під суворою охороною. В Україні як червонокнижний вид охороняється в Шацькому і Карпатському національних природних парках, заповіднику «Розточчя», Бущанському заказнику і заказнику «Любче».
В минулі сторіччя в Європі товстянку звичайну використовували для лікування потрісканої шкіри, туберкульозу, кашлюку, переломів кісток, як знеболювальний і послаблювальний засіб. Карл Лінней у своїй книзі «Flora Lapponica», повідомляє, що цією рослиною в Швеції при виготовленні сиру натирали глеки для молока, щоб воно швидше скисало.
Товстянка звичайна під час цвітіння виглядає привабливо і може застосовуватися як декоративна рослина. Для її вирощування придатні ємності невеликого об'єму, причому рослини не менше 5 годин на добу мають бути добре освітлені. Ґрунт має складатися з рівних частин торфу і піску, необхідне добре зволоження. За поганих умов рослини утворюють слабкі цибулинки, які швидко загнивають.

## Систематика

### Підвиди

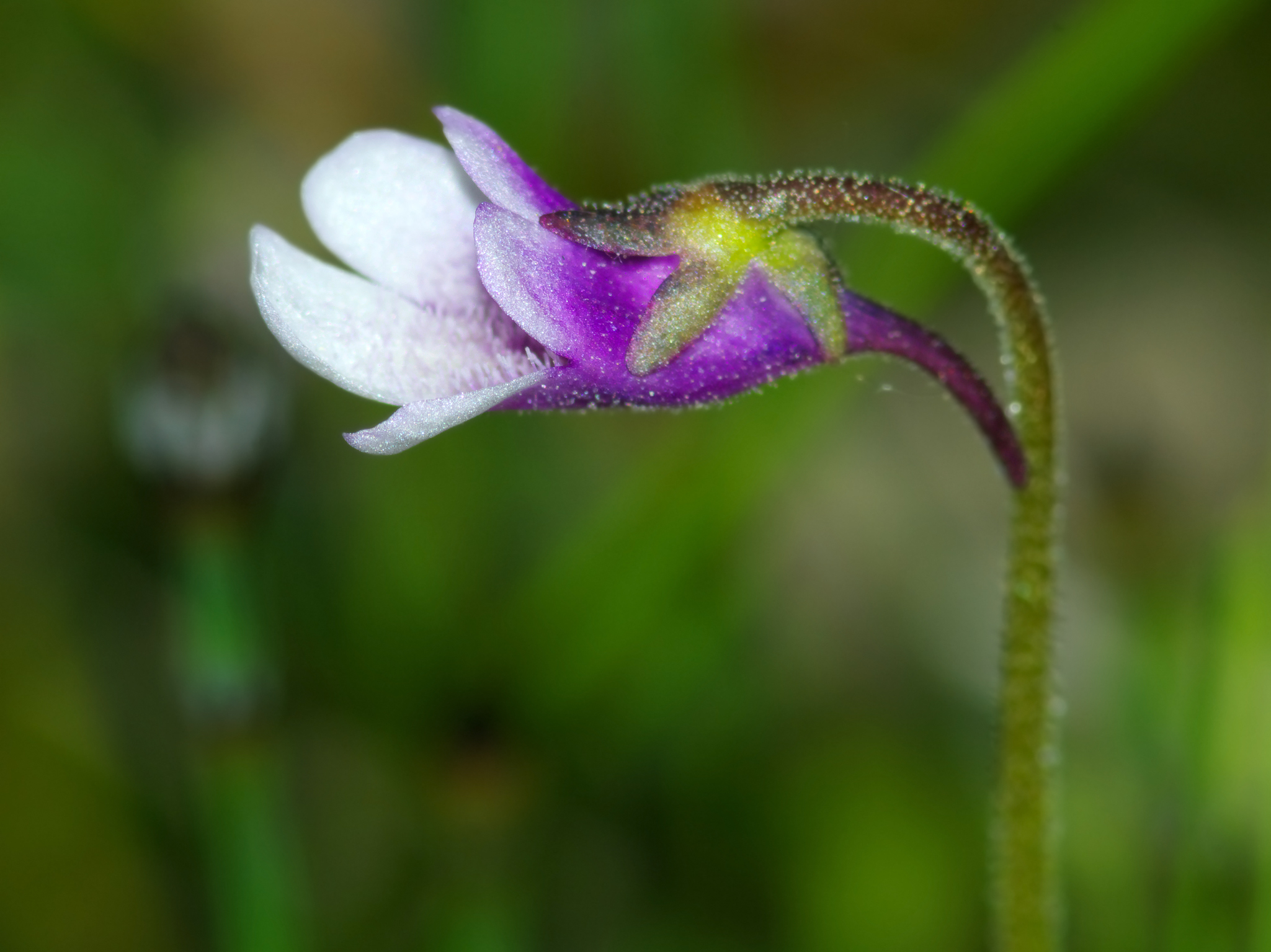
Квітка товстянки звичайної двоколірної

- Pinguicula vulgaris subsp. vulgaris — номінативний підвид товстянка звичайна звичайна.
- Pinguicula vulgaris subsp. bicolor Á. Löve & D. Löve — товстянка звичайна двоколірна. Від номінативного підвиду відрізняється інвертованим забарвленням віночка: фіолетовим з білими лопатями й фіолетовою шпоркою. Типовим місцезростанням вважаються Юрські гори на кордоні Франції зі Швейцарією, де цей підвид може траплятися як домішка до номінативного або створювати чисті зарості.
- Pinguicula vulgaris subsp. nevadensis H.Lindb. — товстянка звичайна невадська.

### Синоніми
- Pinguicula norica Beck
- Pinguicula vulgaris var. vulgaris[1]